# Gerkhu
Gerkhu (nep. गेर्खु) – gaun wikas samiti w środkowej części Nepalu w strefie Bagmati w dystrykcie Nuwakot. Według nepalskiego spisu powszechnego z 2001 roku liczył on 1341 gospodarstw domowych i 7327 mieszkańców (3780 kobiet i 3547 mężczyzn).